# ۴-هیدروکسی-۳-نیتروبنزن‌آرسونئیک اسید
۴-هیدروکسی-۳-نیتروبنزن‌آرسونئیک اسید (به انگلیسی: 4-Hydroxy-3-nitrobenzenearsonic acid) با فرمول شیمیایی C
۶AsNH
۶O
۶ یک ترکیب شیمیایی با شناسه پاب‌کم ۵۱۰۴ است. که جرم مولی آن 263.0365 g mol-۱ می‌باشد. 